# Talp del Pare David

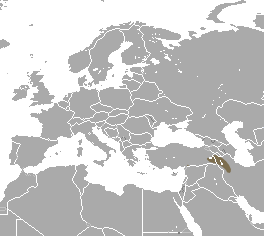
Distribució del talp del Pare David

El talp del Pare David (Talpa davidiana) és un tàlpid que només es troba a la província del Kurdistan (Iran). Se'l considera una espècie en perill crític a causa de la pèrdua d'hàbitat.